# Jamesdicksonia obesa
Jamesdicksonia obesa är en svampart som först beskrevs av Syd. & P. Syd., och fick sitt nu gällande namn av Thirum., Pavgi & Payak 1961. Jamesdicksonia obesa ingår i släktet Jamesdicksonia och familjen Georgefischeriaceae.   Inga underarter finns listade i Catalogue of Life.